# LRC (열차)
LRC는 VIA 철도가 중단거리간 열차에 주로 편성하는 디젤기관차에 견인되는 차량이다. L은 light (가벼움), R은 rapid (빠름), C은 comfortable (편안함)을 의미하며, 프랑스어로도 상응하는 뜻을 지니고 있다. 한때는 디젤 기관차와 객차가 함께 편성되는 체제였지만, 기관차는 이제 모두 은퇴하고 객차만이 사용되고 있다. 객차 자체에 틸팅기능이 있어 제한적이지만 고속주행을 실현할 수 있다.

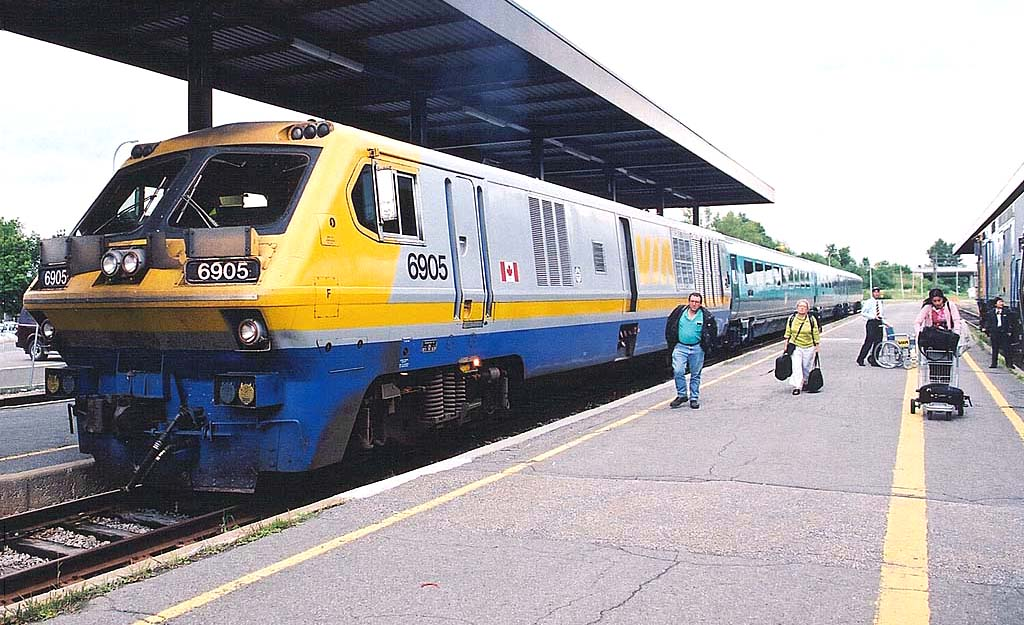
시험 당시

## 같이 보기
- 틸팅 열차